# Tử vong du hý

## The Game of Death(1972)
The Game of Death là bộ phim cuối cùng của Lý Tiểu Long.

## Nội dung
Nội dung của phim kể về một diễn viên tên là Billy Lo rất nổi tiếng. Sau đó Billy Lo được ông Land yêu cầu anh bảo vệ cho ông. Nhưng Billy từ chối, sau đó ông Land tìm mọi cách để "xử" Billy. Ông ta bày trò cho cao thủ tên là Liu thách đấu với Billy, trận đấu diễn ra tại nhà kính trồng hoa rất hấp dẫn, những cú đá của Lý Tiểu Long rất đẹp, có thể nói người xem sẽ bị cuốn hút vào trận đấu như là đang được xem trực tiếp vậy. Cuối cùng Liu thua, tưởng chừng như vậy là ông Land sẽ thôi nhưng ông ta lại tiếp tục bày trò. Trong cảnh kế tiếp Billy đóng bộ phim Tinh võ môn, ở cảnh cuối cùng Billy từ trong võ đường chạy ra bay lên đá rồi bị bọn Nhật bắn chết. Ông Land cho người cài vào làm người đóng vai bọn Nhật, khi Billy bay lên thì bị hắn bắn đạn thật làm cho khuôn mặt anh bị biến dạng. Để tránh bị bọn chúng phát hiện anh còn sống, ông Marshall là bạn anh đã làm đám tang giả cho anh. Cảnh đám ma trong phim được lấy từ đám tang thật của Lý Tiểu Long (Lý Tiểu Long trong phim đã người khác được đóng thế bởi Kim Tai-Chung và Yeun Biao (Nguyên Bưu)). Sau khi phục hồi Billy quyết định trả thù bằng cách giả trang thành người khác theo chân ông Land sang Macao rồi tìm cách lọt vào nhà ông ta để trả thù, một mình Billy chống lại 7-8 tên. Sau đó Land được Carl (người theo ông Land) cứu. Sự tức giận của anh chưa nguôi nên anh vẫn tìm cách trả thù. Lợi dụng trận đấu giữa Carl và Lo Chen (Hồng Kim Bảo đóng), Billy cải trang thành ông già đợi trả thù. Thắng trận Carl được tôn vinh lắm nhưng hắn đâu biết hắn sắp có trận đấu tử thần, Billy vào phòng thay đồ đợi hắn ăn mừng xong vào thì Billy xuất hiện, cảnh này hay hơn cảnh trước rất nhiều những cú đá đấm của anh thật tuyệt vời. lúc cuối cùng anh nắm chặt hai tay Carl rồi lăn ngược đá vào mặt hắn. Khi biết tin Carl chết ông Land tức giận cho người lật tung mộ của Billy và phát hiện anh chưa chết. Lại một lần nữa ông Land bày trò bắt cóc cô Annie để Billy xuất hiện, cuối cùng thì Billy cũng lộ diện, cảnh đấu này Billy đánh với 5 tên trong kho hàng. Lo sợ có thể Billy đánh thắng cận vệ của mình nên ông ta sai Stick hỗ trợ đồng bọn nhưng cũng không thể đánh thắng Billy. Từ lời khai của Stick, Billy tìm đến chỗ ông Land gặp Ken (người Thái Lan), trận đấu bắt đầu Billy sử dụng cây tre dài để đánh lại Ken với vũ khí là 2 cây gỗ. Billy đánh hắn rớt cây gỗ, hắn liền móc côn nhị khúc, Billy cũng móc côn đánh trả, kĩ thuật đánh côn của Lý Tiểu Long vừa nhanh vừa chinh xác đến từng li từng tí mà không phải ai cũng có thể thực hiện được. Hạ Ken xong Billy chạy lên lầu thì đụng độ với Hakim cao hơn 2met, đây là cảnh phim lịch sử của Lý Tiểu Long đánh với người cao gần 6 tấc nhưng kết thúc phim thì hơi kì một chút là Billy đuổi theo ông Land, ông Land leo xuống mái nhà thì bị trượt chân té chết còn Billy thì bị cảnh sát bắt.